# Vlag van Bocholtz

Vlag van de gemeente Bocholtz
(1971-1982)

De vlag van Bocholtz is op 14 mei 1971 vastgesteld als de gemeentelijke vlag van de Limburgse gemeente Bocholtz. De vlag kan als volgt worden beschreven:
Drie verticale banen van gelijke lengte in de kleuren blauw-wit-blauw, met in de broektop een witte Jakobsschelp.
De kleuren en het patroon zijn ontleend aan de (heraldisch rechts) helft van het gemeentewapen. Op de vlag is aan de broekzijde bovenin een witte Jakobsschelp afgebeeld, afkomstig van de heraldische rechterhelft van het gemeentewapen. Deze representeert de heilige Jakobus de Meerdere, schutspatroon van Bocholtz.
Per 1982 ging Bocholtz op in gemeente Simpelveld. De vlag kwam daardoor te vervallen. In de vlag van Simpelveld is de schelp van de vlag van Bocholtz opgenomen.

## Verwante afbeeldingen

Wapen van Bocholtz
Vlag van Simpelveld

Ambt Montfort 
· Amby 
· Arcen en Velden 
· Baexem 
· Beegden 
· Belfeld 
· Bemelen 
· Berg en Terblijt 
· Bocholtz 
· Born 
· Broekhuizen 
· Cadier en Keer 
· Echt 
· Eijsden 
· Elsloo 
· Eygelshoven 
· Geleen 
· Grathem 
· Grubbenvorst 
· Haelen 
· Heel 
· Heel en Panheel 
· Heer 
· Helden 
· Herten
· Heythuysen 
· Hoensbroek 
· Horn 
· Horst 
· Hulsberg 
· Hunsel 
· Kessel 
· Klimmen 
· Limbricht 
· Linne 
· Maasbracht 
· Maasbree 
· Margraten 
· Meerlo-Wanssum 
· Meijel 
· Melick en Herkenbosch 
· Montfort 
· Munstergeleen 
· Neer 
· Nieuwenhagen 
· Nieuwstadt 
· Nuth 
· Ohé en Laak 
· Onderbanken 
· Ottersum 
· Posterholt 
· Roggel 
· Roggel en Neer 
· Schaesberg 
· Schinnen 
· Sevenum 
· Sint Odiliënberg 
· Sittard 
· Stevensweert 
· Stramproy 
· Susteren 
· Swalmen 
· Tegelen 
· Thorn 
· Ubach over Worms 
· Ulestraten 
· Urmond 
· Valkenburg-Houthem 
· Vlodrop 
· Wessem 
· Wittem